# Кучер

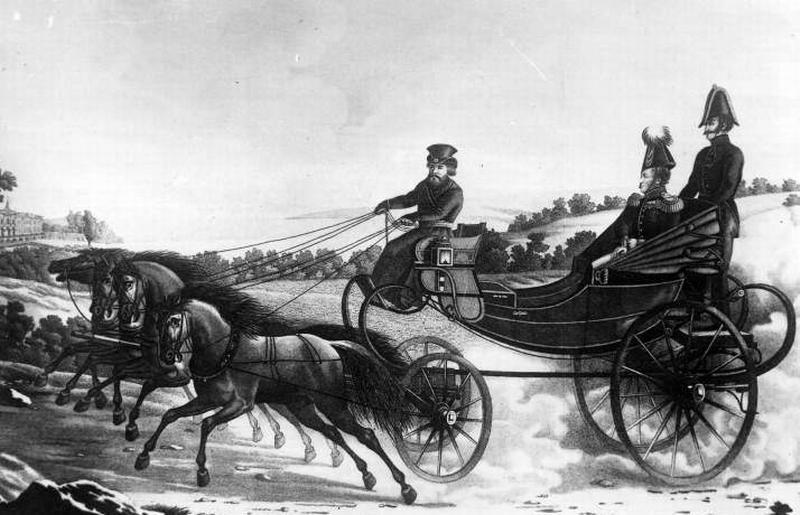
И. Байков, кучер императора Александра I

Ку́чер (от нем. Kutscher, устар. возни́ца), также: Возни́чий — человек, управляющий упряжными лошадьми в составе гужевой повозки абсолютно любого типа (от саней до дилижанса) и делающий это с передка, сидя на ко́злах, или с грядок повозки. Прямой аналог современного термина «водитель». 
Слово немецкого происхождения, вытеснившее в русском языке слово «возни́ца». Царский возница, как видно из дворцовых записей, всегда бывал из стольников; некоторые из возниц впоследствии делались приближёнными царей и весьма знатными лицами, как, например, Борис Петрович Шереметев.
В общем случае кучер не является аналогом извозчика или ямщика, так как обозначает любого человека, управляющего любой гужевой повозкой без уточнения специфического устройства повозки (телега, карета, сани, и т. п.) и без уточнения принадлежности повозки частному лицу, государству или самому кучеру. Человек любого сословия и ранга, взявшийся управлять гужевой повозкой, формально становился кучером.

В Черкизовской волости хлебопашеством, за неимением чем унаваживать поля, занимаются плохо; живут на стороне в кучерах; промышляют извозничеством в Москве; в большинстве в селениях этой волости развито мебельное кустарное производство.— Справочная книжка Московской губернии 1890 года.